# Contabilidade criativa
Contabilidade criativa é um eufemismo para práticas contábeis questionadas quanto à ética por se desviarem do "espírito" de normas contabilísticas, distorcendo resultados em favor da organização que contratou o contador. Um exemplo de contabilidade criativa foi o balanço financeiro apresentado pela agremiação futebolística do Cruzeiro com relação à venda do atleta uruguaio Arrascaeta para o Flamengo. Apesar de a transação ter ocorrido em 2019, o Cruzeiro a contabilizou em 2018, como forma de distorcer o prejuízo daquele ano. Outro tipo de contabilidade criativa é a pedalada fiscal, onde a palavra “pedalar” é sinônimo de postergar uma despesa.